# David Julius
David Julius (n. 4 noiembrie 1955, Brighton Beach⁠(d), New York, SUA) este un medic american, cunoscut mai ales pentru cercetările sale privind mecanismele moleculare ale senzației de durere. Este laureat al Premiului Nobel pentru Fiziologie și Medicină 2021, împreună cu Ardem Patapoutian. Motivația Comitetului Nobel: „pentru descoperirea receptorilor de temperatură și pipăit”.